# 湾丘彝族乡
湾丘彝族乡，是中华人民共和国四川省攀枝花市米易县下辖的一个乡镇级行政单位。

## 行政区划
湾丘彝族乡下辖以下地区：
湾丘社区、昔街社区村、麻窝社区村、热水社区村、杨家社区村、黄龙村、青山村和万碾沟村。